# Gulkaihosahalli, Nagamangala
Gulkaihosahalli là một làng thuộc tehsil Nagamangala, huyện Mandya, bang Karnataka, Ấn Độ.